# Yumbilla
Der Yumbilla ist mit ca. 870 Metern in drei Stufen einer der höchsten Wasserfälle der Erde. Er befindet sich im Distrikt Cuispes in der Provinz Bongará in der peruanischen Region Amazonas.
Die ungefähre Höhe des Wasserfalls wurde am 10. Juni 2007 vom Instituto Geográfico Nacional del Perú (ING) in einem Bericht der Zeitung El Comercio bekanntgegeben. Damit würde es sich um den fünfthöchsten bekannten Wasserfall der Welt handeln und den wenige Kilometer südlich gelegenen Wasserfall Gocta auf Platz sechs verdrängen.
Den Bewohnern der Gegend war der Wasserfall schon lange bekannt, allerdings wurden seine Wichtigkeit und seine Maße erst 2007 bekannt. Inzwischen wurden Zugangswege für Besucher gebaut: Vom letzten Dorf Cuispes sind es noch 5 km Schotterpiste und weitere 1,5 Stunden Fußmarsch durch Bergregenwald bis zum Wasserfall. Dann erreicht man die Basis der zweiten Fallstufe.